# Celestus
Celestus és un gènere de sauròpsids (rèptils) escatosos de la família Anguidae amb les potes vestigials.

## Classificació
Gènere Celestus
- Celestus agasepsoides
- Celestus anelpistus
- Celestus badius
- Celestus barbouri
- Celestus bivittatus
- Celestus carraui
- Celestus costatus
- Celestus crusculus
- Celestus curtissi
- Celestus cyanochloris
- Celestus darlingtoni
- Celestus duquesneyi
- Celestus enneagrammus
- Celestus fowleri
- Celestus haetianus
- Celestus hewardi
- Celestus hylaius
- Celestus macrotus
- Celestus marcanoi
- Celestus microblepharis
- Celestus montanus
- Celestus occiduus
- Celestus orobius
- Celestus rozellae
- Celestus scansorius
- Celestus sepsoides
- Celestus stenurus
- Celestus warreni